# Ivan Fedorov
Ivan Sergijovič Fedorov (in ucraino Іван Сергійович Федоров?; Melitopol', 29 agosto 1988) è un politico ucraino, governatore dell'oblast' di Zaporižžja dal 2024.
In precedenza è stato sindaco di Melitopol' e vice capo del consiglio dell'oblast' di Zaporižžja e membro del consiglio comunale di Melitopol'.
Durante il suo mandato di sindaco di Melitopol', l'11 marzo 2022, pochi giorni dopo l'inizio dell'invasione russa dell'Ucraina, Fedorov è stato arrestato dall'esercito russo. A seguito di ciò il giorno successivo l'ex membro del consiglio comunale Galina Danilčenko è stata insediata dalle forze di occupazione russe come "sindaco ad interim". Il 16 marzo, Fedorov è stato liberato dalla prigionia, in seguito ad uno scambio di prigionieri avvenuto con la liberazione di nove soldati russi precedentemente catturati dall'esercito ucraino.